# 1600 Vyssotsky
Vyssotsky (asteroide 1600) é um asteroide da cintura principal, a 1,779939 UA. Possui uma excentricidade de 0,0372797 e um período orbital de 918,21 dias (2,52 anos).
Vyssotsky tem uma velocidade orbital média de 21,90484764 km/s e uma inclinação de 21,17296º.
Esse asteroide foi descoberto em 22 de Outubro de 1947 por Carl Wirtanen.